# 고엔역
고엔역(일본어: 公園駅)은 일본 지바현 사쿠라시에 위치한 야마만 유카리가오카 선의 역이다.

## 역사
- 1982년 11월 2일: 영업 개시.

## 역 구조
섬식 승강장 1면 2선의 고가역이다. 유카리가오카 선 중에서 유일하게 상하행선의 승강장이 있는 역이다. 또한, 유카리가오카 선에서 단독으로 유일하게 직원이 상주하는 역이다.
유카리가오카 선의 역무본부가 있는 지령실도 존재한다. 일부 시간대는 창구에 아무도 없지만, 창구에 있는 버저를 누르면 지령실 상주 담당자가 호출한다.
서울 지하철 6호선과 같이 루프형의 단선 운행을 하므로 본 역과 지쿠센터 역 사이의 방면으로 환상부(단 방향 단선 구간)와 지선부(쌍방향 단선 구간)를 오가는 분기점이 있다.

### 승강장
| 플랫폼 | ← 유카리가오카 선 지쿠센터・유카리가오카 방면         |
| 플랫폼 | 섬식 승강장                                           |
| 플랫폼 | 유카리가오카 선 환상부(조시다이・주갓코・이노) 방면 → |

## 역 주변
- 유카리가오카미나미 공원(지명의 유래)
- 사쿠라 시 시즈 커뮤니티 센터
  - 기타시즈 아동 센터
- 사쿠라 시 야치마타 시 시스이 정 소방 조합 시즈 소방서
- 사쿠라 유카리가오카 우체국
- 야마만 주식회사 철도 사업부 사무소(지령실)

## 인접역
| 야마만 ■ 유카리가오카 선 | 야마만 ■ 유카리가오카 선             | 야마만 ■ 유카리가오카 선 |
| ------------------------ | ------------------------------------ | ------------------------ |
| 지쿠센터                 | 유카리가오카 역 방면 → 환상부의 열차 | 조시다이                 |
| 야마만 ■ 유카리가오카 선 |                                      |                          |
| 이노                     | 환상부 → 유카리가오카 역 방면의 열차 | 지쿠센터                 |